# Trial de Sant Llorenç 1983
L'edició de 1983 del Trial de Sant Llorenç fou la 17a d'aquesta prova, organitzada pel Motor Club Terrassa. El trial era la primera prova del Campionat del Món d'aquell any i tingué lloc el 20 de febrer a Olot, Garrotxa. Hi participaren 70 pilots, els quals hagueren de superar 20 zones repartides al llarg d'un recorregut que calia completar 2 vegades.
La prova es va disputar sota unes dures condicions atmosfèriques, amb força neu i fang.

## Classificació
| Posició | Pilot              | Motocicleta | Punts |
| ------- | ------------------ | ----------- | ----- |
| 1       | Bernie Schreiber   | SWM         | 51    |
| 2       | Toni Gorgot        | Montesa     | 56    |
| 3       | Gilles Burgat      | Fantic      | 58    |
| 4       | Eddy Lejeune       | Honda       | 62    |
| 5       | Philippe Berlatier | Italjet     | 69    |
| 6       | Bernard Cordonnier | SWM         | 74    |
| 7       | Manuel Soler       | Merlin      | 81    |
| 8       | John Lampkin       | Fantic      | 83    |
| 9       | Gabino Renales     | Merlin      | 85    |
| 10      | Pascal Couturier   | Fantic      | 85    |